# UFC Fight Night: Barboza x Murphy
UFC Fight Night: Barboza vs. Murphy (também conhecido como UFC Fight Night 241 e UFC na ESPN+ 99) foi um evento de artes marciais mistas produzido pelo Ultimate Fighting Championship que teve lugar em 18 de maio de 2024, na instalação UFC Apex, em Enterprise, Nevada, parte da Área metropolitana de Las Vegas, Estados Unidos. 

## História
Uma luta de peso de penas entre Edson Barboza e Lerone Murphy foi a principal protagonista do evento.
Um combate feminino de peso médio entre Hailey Cowan e Tamires Vidal foi esperado para ocorrer no evento.  Eles estavam originalmente programados para se encontrar no UFC na ESPN: Vera vs. Sandhagen em março de 2023, mas Vidal se retirou devido a razões médicas não divulgadas.  Por sua vez, Cowan foi retirado do evento devido a uma perna quebrada e substituído por Melissa Gatto.
O ex-desafiador do UFC Flyweight Championship (também The Ultimate Fighter: Tournament of Champions flyweight winner) Tim Elliott e Tatsuro Taira foram esperados para ocorrer no evento.  No entanto, Elliott retirou-se devido a uma lesão não revelada e Taira foi reprogramada contra Joshua Van no UFC 302.
Um combate de peso leve entre Oumar Sy e Rodolfo Bellato foi programado para este evento.  No entanto, Bellato se retirou por razões desconhecidas e foi substituído por Antonio Trócoli. Por sua vez, Trócoli foi substituído pelo recém-chegado promocional Tuco Tokkos por razões não reveladas.

## Bônus de luta
Os seguintes lutadores receberam bônus de $50.000. 
- Luta da noite: Lerone Murphy vs. Edson Barboza
- Performance of the Night: Khaos Williams e Angela Hill